# Oakland County
Oakland County is een county in de Amerikaanse staat Michigan.
De county heeft een landoppervlakte van 2.260 km² en telt 1.194.156 inwoners (volkstelling 2000). De hoofdplaats is Pontiac.